# Marie Antoinette von Blanckart
Marie Antoinette von Blanckart (* 1730; † 22. März 1803 in Alsdorf) war eine Neusser Kanonissin und spätere Ehefrau des französischen Militärs und Staatsmanns Louis Nicolas Victor de Félix d’Ollières.

## Leben
Marie Antoinette stammte aus dem Adelsgeschlecht Blankart und trat in das Neusser Kanonissenstift ein. In den 1750er Jahren lernte sie in Düsseldorf Dumuy kennen, konnte ihn allerdings erst 1774 in Versailles heiraten. Bei Ausbruch der Französischen Revolution kehrte sie inzwischen verwitwet 1789 nach Alsdorf zurück, wo sie 1803 starb und ihr ein Epitaph in der Begräbniskapelle der dortigen Burgherrn errichtet wurde.